# 分岐群 (数学)
数論、特に局所類体論における分岐群（ぶんきぐん、英: ramification group）とは、局所体のガロア群のフィルトレーションであり、体拡大における分岐の現象について詳細な情報を提供してくれるものである。

## 付値の分岐理論
付値の分岐理論（ramification theory of valuations）は、体 K の付値 v の K の拡大体 L への延長の集合を研究する数学の理論。デデキント環の分岐理論の一般化である

。
L/K がガロア拡大のとき、付値の延長からなる集合の構造は詳しく知ることができる。

### 分解群と惰性群
(K, v) を付値体、L を K の有限次ガロア拡大とする。Sv を v の L への延長の同値類からなる集合とし、G を L の K 上のガロア群とする。このとき、G は Sv に σ[w] = [w ∘ σ] で作用する。つまり、w を同値類 [w] ∈ Sv の代表元としたとき、[w] の行き先を自己同型 σ : L → L と w の合成が定める同値類とすることにより作用を定義する。これは [w] の代表元 w の取り方によらない。この作用は推移的である。
v の L への延長 w を１つとる。w の分解群（decomposition group of w）とは、[w] の固定部分群 Gw（同値類 [w] ∈ Sv を固定する G の元全体からなる部分群）のことを言う。
Rw を w についての付値環、mw をその極大イデアルとする。w の惰性群（inertia group of w）とは、Gw の元 σ で Rw の全ての元 x に対して σx ≡ x (mod mw)が成り立つもの全体からなる部分群 Iw のことである。言い換えると、Iw は分解群の要素で w に関する剰余体に自明に作用するもの全体である。これは Gw の正規部分群である。
被約分岐指数 e(w/v) は w によらないので、e(v) と表す。同様に、剰余次数（または相対次数、relative degree）f(w/v) も w によらないので、f(v) と表す。

## 下付き分岐群
局所体の有限次ガロア拡大 {\displaystyle L/K} のガロア群 {\displaystyle G} の詳しい理解を可能にしてくれるものが分岐群である。{\displaystyle K} の整数環を {\displaystyle {\mathcal {O}}_{K}} と置き、{\displaystyle L} の付値、その整数環、その極大イデアルを、それぞれ {\displaystyle w,{\mathcal {O}}_{L},{\mathfrak {p}}} とする。ヘンゼルの補題により、ある {\displaystyle \alpha \in L} を使って {\displaystyle {\mathcal {O}}_{L}={\mathcal {O}}_{K}[\alpha ]} と書くことができる（これは原始元定理より強い主張である）。整数 {\displaystyle i\geq -1} に対して、{\displaystyle G_{i}} を次の同値な条件を満たす {\displaystyle s\in G} 全体の集合として定義する。
- (i) {\displaystyle s} は {\displaystyle {\mathcal {O}}_{L}/{\mathfrak {p}}^{i+1}} に自明に作用する

- (ii) 全ての {\displaystyle x\in {\mathcal {O}}_{L}} について {\displaystyle w(s(x)-x)\geq i+1} が成り立つ

- (iii) {\displaystyle w(s(\alpha )-\alpha )\geq i+1}

この群 {\displaystyle G_{i}} のことを {\displaystyle i} 次分岐群（{\displaystyle i}-th ramification group）という。これらは減少フィルトレーション
{\displaystyle G_{-1}=G\supset G_{0}\supset G_{1}\supset \dots \{*\}}
を定める。(i) より {\displaystyle G_{i}} は正規であることが分かり、(iii) より十分大きな {\displaystyle i} に対して自明になることが分かる。{\displaystyle G_{0}} は、ガロア拡大での素イデアルの分解との関係に鑑み、慣例的に {\displaystyle G} の惰性部分群と呼ばれている。{\displaystyle G_{1}}は {\displaystyle G} の野生分岐群（または暴分岐群、wild inertia subgroup）、商 {\displaystyle G_{0}/G_{1}} は馴商（tame quotient）と呼ばれている。
ガロア群 {\displaystyle G} とその部分群 {\displaystyle G_{i}} はこのフィルトレーションと商を使って調べることができる。次が成り立つ。
- {\displaystyle G/G_{0}=\operatorname {Gal} (l/k)} が成り立つ。{\displaystyle l,k} は {\displaystyle L,K} の剰余体（有限体である）[5]。

- {\displaystyle G_{0}=1\Leftrightarrow L/K} は不分岐拡大

- {\displaystyle G_{1}=1\Leftrightarrow L/K} は従順分岐（英語版）（tamely ramified,馴分岐とも。分岐指数は剰余体の標数と互いに素であること）

{\displaystyle i\geq 0} に対して {\displaystyle G_{i}=(G_{0})_{i}} が成り立つので、分岐群の研究は完全分岐の場合に帰着される。
{\displaystyle G} 上の関数 {\displaystyle i_{G}} を、{\displaystyle s\in G} に対して {\displaystyle i_{G}(s)=w(s(\alpha )-\alpha )} として定義する。先ほどの (ii) から {\displaystyle i_{G}} は {\displaystyle \alpha } の取り方によらない。また、フィルトレーション {\displaystyle G_{i}} の研究は本質的に {\displaystyle i_{G}} の研究と同値である。{\displaystyle s,t\in G} に対して、{\displaystyle i_{G}} は次を満たす。
- {\displaystyle i_{G}(s)\geq i+1\Leftrightarrow s\in G_{i}}
- {\displaystyle i_{G}(tst^{-1})=i_{G}(s)}
- {\displaystyle i_{G}(st)\geq \min\{i_{G}(s),i_{G}(t)\}}

{\displaystyle \pi } を {\displaystyle L} の素元とすると、{\displaystyle s\mapsto s(\pi )/\pi } は単射 {\displaystyle G_{i}/G_{i+1}\to U_{L,i}/U_{L,i+1},i\geq 0} を誘導する。ここで、{\displaystyle U_{L,0}={\mathcal {O}}_{L}^{\times },U_{L,i}=1+{\mathfrak {p}}^{i}} である。この写像は素元の取り方によらない。これを使うと次がわかる 。
- {\displaystyle G_{0}/G_{1}} は位数が {\displaystyle p} と互いに素な巡回群

- {\displaystyle G_{i}/G_{i+1}} は位数が {\displaystyle p} の巡回群の積

特に、{\displaystyle G_{1}} は p 群で、{\displaystyle G_{0}} は可解群である。{\displaystyle G/G_{0}} は有限体のガロア群と同型であったので、特にアーベル拡大である。したがって（局所体の任意のガロア拡大のガロア群としてとっていた） {\displaystyle G} は可解群である。
分岐群を使って、体拡大 {\displaystyle L/K} やその部分拡大の共役差積 {\displaystyle {\mathfrak {D}}_{L/K}} を計算することもできる。次が成り立つ
{\displaystyle w({\mathfrak {D}}_{L/K})=\sum _{s\neq 1}i_{G}(s)=\sum _{i=0}^{\infty }(|G_{i}|-1)}
{\displaystyle H} を {\displaystyle G} の正規部分群とすると、{\displaystyle \sigma \in G} に対して {\displaystyle i_{G/H}(\sigma )={1 \over e_{L/K}}\sum _{s\mapsto \sigma }i_{G}(s)} が成り立つ。
これと先ほどの式をあわせると、{\displaystyle H} に対応する部分拡大 {\displaystyle F/K} に対して
{\displaystyle v_{F}({\mathfrak {D}}_{F/K})={1 \over e_{L/F}}\sum _{s\not \in H}i_{G}(s)}
が成り立つ。
{\displaystyle s\in G_{i},t\in G_{j},i,j\geq 1} とすると、{\displaystyle sts^{-1}t^{-1}\in G_{i+j+1}} が成り立つ。ラザールの言葉を使うならば、これはリー代数 {\displaystyle \operatorname {gr} (G_{1})=\sum _{i\geq 1}G_{i}/G_{i+1}} がアーベルであるということになる。

### 例：円分拡大
{\displaystyle \zeta } を1の原始 {\displaystyle p^{n}}乗根とする。円分拡大 {\displaystyle K_{n}:=\mathbf {Q} _{p}(\zeta )/\mathbf {Q} _{p}} の分岐群は次のように具体的に計算できる。
{\displaystyle G_{s}=Gal(K_{n}/K_{e})}
ここで e は {\displaystyle p^{e-1}\leq s<p^{e}} となるものである。

### 例：4次拡大
K を Q2 上 {\displaystyle x_{1}={\sqrt {2+{\sqrt {2}}\ }}} で生成される拡大体とする。x1 の共役は {\displaystyle x_{2}={\sqrt {2-{\sqrt {2}}\ }}} と x3 = −x1 と x4 = −x2 である。
簡単な計算からこれらの元の任意の2つの商は単数であることが分かる。したがってこれらは全て同じイデアルを生成する。そのイデアルを π と置く。{\displaystyle {\sqrt {2}}} は π2 を生成し、(2)=π4 である。
x1 − x3 = 2x1 で、これは π5 に入る。
{\displaystyle x_{1}-x_{2}={\sqrt {4-2{\sqrt {2}}\,\,}}} は π3 に入る。
計算方法は色々あるが、K のガロア群は位数 4 の巡回群 {\displaystyle C_{4}} であることが分かる。そして、
{\displaystyle G_{0}=G_{1}=G_{2}=C_{4}}
かつ {\displaystyle G_{3}=G_{4}=(13)(24)} である。
{\displaystyle w({\mathfrak {D}}_{K/Q_{2}})=3+3+3+1+1=11} なので、共役差積は {\displaystyle {\mathfrak {D}}_{K/Q_{2}}=\pi ^{11}}
となる。
x1 は x4 − 4x2 + 2 を満たし、これの判別式は 2048 = 211 である。

## 上付き分岐群
{\displaystyle u\geq -1} である実数 {\displaystyle u} に対して、{\displaystyle G_{u}} を {\displaystyle i\geq u} である最小の整数 i の {\displaystyle G_{i}} として定義する。{\displaystyle s\in G_{u}\Leftrightarrow i_{G}(s)\geq u+1} となるように定義する、と言ってもいい。
関数 {\displaystyle \phi } を
{\displaystyle \phi (u)=\int _{0}^{u}{dt \over (G_{0}:G_{t})}}
で定義する。ここで、{\displaystyle t=-1} に対しては {\displaystyle (G_{0}:G_{t})} は {\displaystyle (G_{-1}:G_{0})^{-1}} とし、{\displaystyle -1<t\leq 0} に対しては {\displaystyle 1} とする。定義により {\displaystyle -1\leq u\leq 0} に対して {\displaystyle \phi (u)=u} が成り立つ。{\displaystyle \phi } が連続かつ狭義単調増加であることはすぐ分かり、したがって連続な逆関数 {\displaystyle \psi } であって {\displaystyle [-1,\infty )} 上定義されたものが存在する。{\displaystyle G^{v}=G_{\psi (v)}} と定義する。{\displaystyle G^{v}} を第 v 上付き分岐群（v-th ramification group in upper numbering）という。言い換えれば {\displaystyle G^{\phi (u)}=G_{u}} である。{\displaystyle G^{-1}=G,G^{0}=G_{0}} が成り立つ。上付きの添字は商をとる操作と整合するよう定義されており、{\displaystyle H} が {\displaystyle G} の正規部分群なら、全ての {\displaystyle v} に対し
{\displaystyle (G/H)^{v}=G^{v}H/H}
が成り立つ。
（一方、下付きの添字は部分群に行く操作と整合する。）

### エルブランの定理
エルブランの定理は、下付き分岐群について {\displaystyle G_{u}H/H=(G/H)_{v}} が成り立ち（{\displaystyle H} に対応する部分拡大を {\displaystyle L/F} とし、{\displaystyle v=\phi _{L/F}(u)} とおいている）、上付き分岐群について {\displaystyle G^{u}H/H=(G/H)^{u}} が成り立つという主張である。これから、局所体の絶対ガロア群をはじめとする無限次ガロア拡大に対して、有限次部分拡大についての分岐群の逆系を使って、上付き分岐群を定義することが可能になる。
アーベル拡大の上付き分岐群について、ハッセ・アルフの定理という定理が知られている。これは、{\displaystyle G} がアーベルならフィルトレーション {\displaystyle G^{v}} の跳躍は整数、つまり {\displaystyle \phi (i)} が整数でなかったら {\displaystyle G_{i}=G_{i+1}} が成り立つという定理である。
上付き分岐群によるフィルトレーションは、単数群によるノルム剰余群（norm residue group）のフィルトレーションと、アルティン同型写像のもとで両立する。すなわち、同型写像
{\displaystyle G(L/K)^{\mathrm {ab} }\leftrightarrow K^{*}/N_{L/K}(L^{*})}
による {\displaystyle G^{n}(L/K)} の像は、ちょうど
{\displaystyle U_{K}^{n}/(U_{K}^{n}\cap N_{L/K}(L^{*}))}
になる。